# Bālā Marznāk
Bālā Marznāk (persiska: بالا مرزناک) är en ort i Iran.   Den ligger i provinsen Mazandaran, i den norra delen av landet, 140 km nordost om huvudstaden Teheran. Bālā Marznāk ligger 71 meter över havet och antalet invånare är 886.
Terrängen runt Bālā Marznāk är platt åt nordväst, men åt sydost är den kuperad. Terrängen runt Bālā Marznāk sluttar norrut. Runt Bālā Marznāk är det ganska tätbefolkat, med 192 invånare per kvadratkilometer. Närmaste större samhälle är Babol, 19,4 km norr om Bālā Marznāk. I omgivningarna runt Bālā Marznāk växer huvudsakligen savannskog.